# Harry Fischler
Pour les articles homonymes, voir Fischler.
Harry Augustus Fischler était un pianiste et compositeur américain, d'origine juive allemande, de musique ragtime. Né en 1879 en Pennsylvanie, il composa treize morceaux entre 1905 et 1916, dont "Chili Sauce" (publié en 1910). Un autre morceau célèbre de Fischler fut "Black Wasp Rag" (publié en 1911). Il décéda en 1972, à l'âge de 83 ans. Il n'existe pas de photographie connue de Harry A. Fischler.

## Liste des compositions
1909
- (Ragged) Rastus

1910
- Someday Someone Will Whisper "I Love You"
- My Old Plantation Home
- Chili-Sauce - That Appetizing Rag
- Chili-Sauce Song
- Pepper Sauce - A Hot Rag
- Nigger-Toe Rag

1911
- Hot Scotch Rag
- Black Wasp Rag - A Stinger
- Weeping Willow Rag

1914
- Keefers Grenadier

1916
- When Yo Mammy's By Yo Side (A Negro Lullaby)
- When the Summer Days are Over, Will You Love Me Just the Same?